# 聖馬丁 (格勞賓登州)

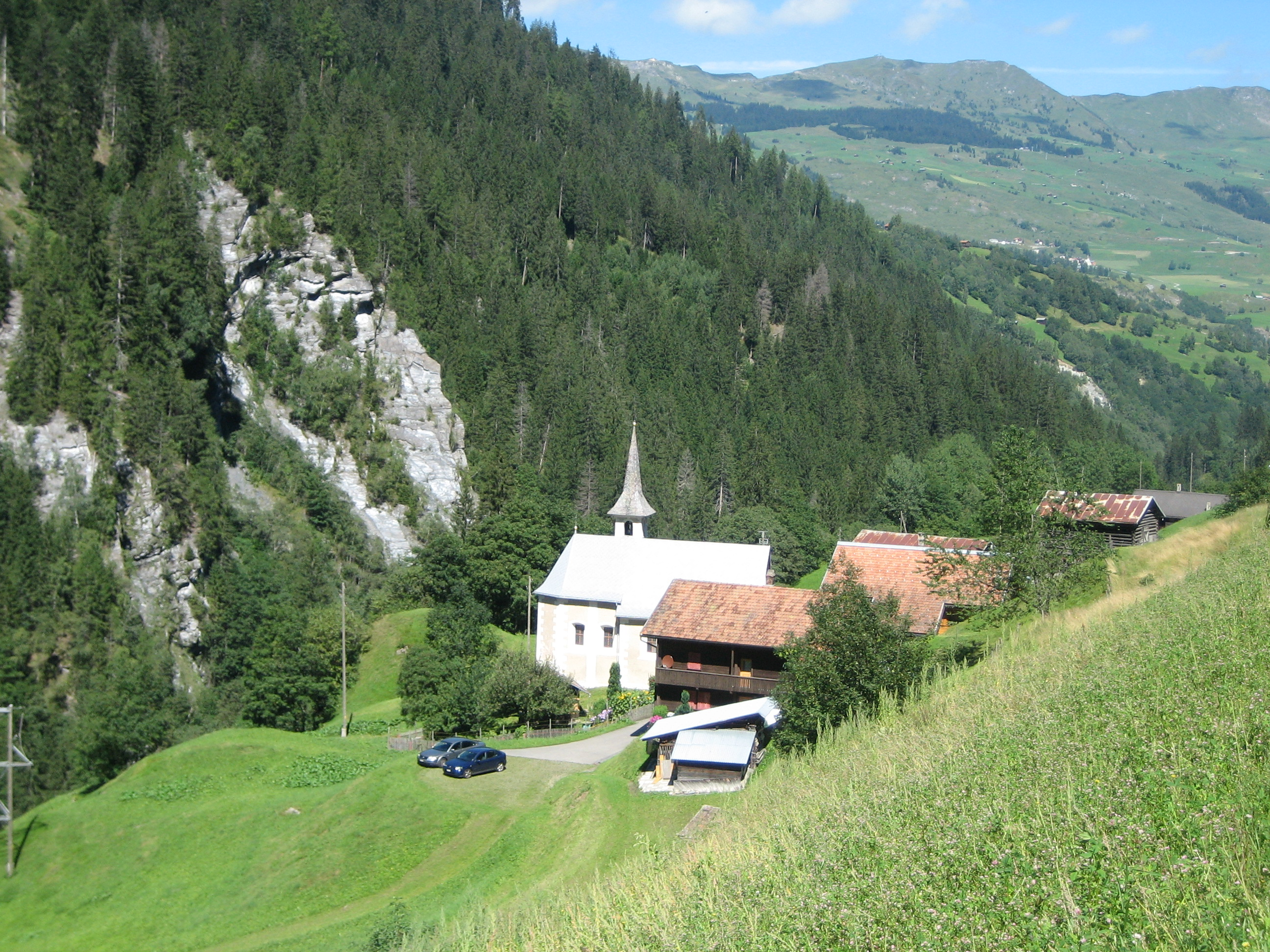

聖馬丁（德語：St. Martin）是瑞士的旧市镇，位於該國東部，由格勞賓登州負責管轄，面積22.83平方公里，三成土地用作農業，海拔高度1,003米，2011年人口31，人口密度每平方公里1人。2015年并入瓦爾斯。